# Empis centralis
Empis centralis är en tvåvingeart som beskrevs av Enrico Adelelmo Brunetti 1913. Empis centralis ingår i släktet Empis och familjen dansflugor. Inga underarter finns listade i Catalogue of Life.